# Semiramida
Semiramida, znana tudi kot Semiramis ali Samuramat, asirska princesa, * okoli 800 pr. n. št., † ?
Slavna je bila predvsem po zaslugi starogrških zgodovinarjev in okoli nje so se spletle številne legende. Šele leta 1910 so jo raziskave berlinskega profesorja Carla Friedricha Lehmann-Haupta postavile na pravo mesto v babilonsko-asirski zgodovini.
Domneva se, da je vladala od 810 do 782 pr. n. št. Dokazano je, da so vse legende, ki so jih po Kteziju okoli njenega imena napletli Junijan Justin, Diodor Sicilski in drugi, popolnoma napačne, in je njihova Semiramida popolnoma legendarna oseba.

## Zgodovinska dognanja
Profesor Lehmann-Haupt je, sestavljajoč rezultate arheoloških raziskav, prišel do naslednjega dognanja. Semiramis je grška oblika imena Samuramat. Verjetno je bila Babilonka, saj je sama vsilila babilonski kult namesto asirske vere Neboju ali Nabuju. Steber, odkrit leta 1909 opisuje Semiramido kot »žensko iz palače Šamši-Adada I., kralja sveta, kralja Asirije, kralja štirih strani sveta«. Ninus je bil njen sin. Odkritje tega stebra nakazuje, da je imela Semiramida pomembno vlogo z velikim vplivom, ki je trajal verjetno več kot eno kraljevanje. Bojevala se je proti indogermanskim Medijcem in Kaldejcem.

## Legenda
Ktezij in Diodor Sicilski pišeta, da naj bi bila mitska junakinja božanskega porekla; hči boginje-ribe Atargatis iz sirskega Askalona. Kot otroka naj bi jo pri življenju čudežno obdržali golobi, ki so jo hranili, dokler je ni našel kraljevi pastir Simas. Po zmagi pri Baktri naj bi srečala Ninusa, mitskega ustanovitelja Ninive, ki ga je njen pogum v bitki tako prevzel, da jo je poročil. Njen tedanji mož, Ones, naj bi naredil samomor ali pa naj bi ga ubil Ninus osebno.
Zgodovinar Jožef Flavij povezuje Ninusa z biblijskim velikim lovcem, kraljem Nimrudom, ki je na kratko omenjen v Genezi. Protestantski mitolog Aleksander Hislop je šel še naprej in povzdignil Semiramido na nebeški prestol; v svoji knjigi Dva Babilona skuša pokazati, da sta Semiramida in Nimrud isto kot Izida in Oziris, ali Astarta in Tammuz. Semiramida nato po Hislopovi različici postane Devica Marija; večina mitoloških oseb so samo kopije zgodbe o Semiramidi in Nimrudu. Cilj te mitologije naj bi bil pokazati, da je rimskokatolištvo pravzaprav poganstvo. Dandanes le redki sprejemajo Hislopovo različico legende, vendar še naprej živi v stripih Jacka Chicka.
Z Ninusom naj bi imela Semiramida otroka, Niniasa, in po moževi smrti nasledila prestol. Možu je postavila velik mavzolej blizu Babilona, visok devet in širok deset stadijev. Postavljala je velika mesta, posebno Babilon, in čudovite spomenike in poti skozi nedostopne gore. Neuspešna je bila pri napadu na Indijo. Po 42. letih vladavine je prepustila prestol sinu Niniasu in izginila. Po izvirniku te zgodbe se je spremenila v golobico in od takrat naprej so jo oboževali kot boginjo. Ninus naj bi vladal od 2189 pr. n. št. in je vladal 52 let, do 2137 pr. n. št., kar naj bi bil dokaz, da je Semiramida živela v tem času.
Povezava Semiramide z golobi izvira iz asirske besede sumat- golob. Odtod izvira istovetenje zgodovinske Semiramide z boginjo Ištar in njenimi golobi. Semiramidina neustavljiva privlačnost in njeno predajanje spolnosti (ki sta sicer opisana le v legendah in nimata zgodovinske podlage), ter druge lastnosti legende, podpirajo pogled, da je bila to prvotno res oblika boginje Ištar (Astarta), primerno prikazana kot velika kraljica Asirije.

## Poimenovanje krajev
Semiramidino ime so dali številnim spomenikom v Zahodni Aziji, izvor tega pa je pozabljen ali ni znan. Nazadnje je bilo videti, da je vsako monumentalno antično delo ob Evfratu ali v Iranu plod njene vladavine; Diodor ji je pripisal celo Darejev Behistunski napis. Tudi Herodot ji je pripisoval nasipe ob Evfratu in poznal njeno ime, kot je bilo napisano na babilonskih vratih. Mnogi kraji v Mediji so nosili Semiramidino ime, celo še v srednjem veku: staro ime Vana je bilo Shamiramagerd, armenska tradicija jo ima za njegovo ustanoviteljico. Ta dejstva lahko delno razložimo, če pogledamo njeno legendarno rojstvo in izginotje, ki sta povezana z ribo-kraljico Atargatis in z Ištarinimi golobi. Isto asociacijo z ribo in golobom najdemo v Hierapolisu (Bambyce, Mabbog), velikem templju, ki ga je po neki legendi (pravi Lukijan v De dea Syria) ustanovila Semiramida. Tam je njen kip prikazan z zlatim golobom na glavi.

## Semiramida v umetnosti
Semiramida se pojavlja v več dramah in operah, med katerimi so najpomembnejše:
- Voltairova tragedija Semiramis
- opera Domenica Cimarose Semiramida in
- Rossinijeva opera z istim imenom.

### Osnovni viri
- Paulinus Minorita, Compendium
- Eusebius, Chronicon 20.13-17, 19-26 ( Schoene pp.53-63 )
- Orosius, Historiae adversus paganos i.4, ii.2.5, 6.7
- Justinus, Epitome Historiarum philippicarum Pompei Trogi i.2
- Valerius Maximus, Factorum et dictorum memorabilium libri ix.3, ext 4

### Drugi viri
- Ta članek vključuje besedilo iz publikacije, ki je zdaj v javni domeni: Chisholm, Hugh, ur. (1911). »Semīramis«. Enciklopedija Britannica (v angleščini). Zv. 24 (11. izd.). Cambridge University Press. str. 617.
- BERINGER, A. 2016. The Sight of Semiramis: Medieval and Early Modern Narratives of the Babylonian Queen. Tempe: Arizona State University Press.
- DROSS-KRÜPE, K. 2020. Semiramis, de qua innumerabilia narrantur. Rezeption und Verargumentierung der Königin von Babylon von der Antike bis in die opera seria des Barock Wiesbaden: Harrassowitz.